# Jo von Kalckreuth
Jo von Kalckreuth (eigentlich Hans Joachim von Kalckreuth; * 29. September 1912 in Straßburg; † 23. Dezember 1984 in Riedenburg) war ein deutscher Maler, Grafiker, Illustrator und Fotograf.

## Leben
Seine Eltern waren der Offizier Hans von Kalckreuth und dessen Ehefrau Martha, geb. von Weidenbach. Er besuchte bis 1929 Realgymnasien in Hanau und Kassel bis zur Untersekunda. Dann absolvierte er eine Schreinerlehre. 
Ab 1930 studierte er für zwei Semester an der Kunstgewerbeschule in Kassel, dann von 1931 bis 1934 an der Kunstgewerbeschule in Frankfurt bei  Willi Baumeister, von 1934 bis 1936 an der Kunstakademie Düsseldorf bei Richard Schwarzkopf und schließlich von 1938 bis 1939 an der Kunstakademie Berlin, 1943 dort ein weiteres Semester. Während des Zweiten Weltkriegs war von Kalckreuth als Berichterstatter an der Ost- und Westfront eingesetzt.
Er führte nach dem Krieg viele Auslandsreisen durch und lebte ab 1966 bis zu seinem Tod halbjährlich in seinem Haus in S’Arracó auf Mallorca und in München-Obermenzing im Widweg mit einem Atelier in der Ainmillerstraße.
Jo von Kalckreuth fotografierte auch. In vielen Büchern, Zeitungen und Zeitschriften finden sich Illustrationen, Zeichnungen, Texte und Fotos von ihm.
Jo von Kalckreuth signierte seine Werke auch mit phonetischen Abwandlungen seines Namens, u. a. Kalkäut, Kalckreut, Kalkroit. Er verkaufte zu Lebzeiten seine Werke nur selten. Die meisten seiner Werke befinden sich im Familienbesitz.

## Ausstellungen (Auswahl)
- 1958: Haus der Kunst, München (Gruppenausstellung München 1869–1958. Aufbruch zur modernen Kunst)
- 1962: Städtische Galerie im Lenbachhaus (mit Karl Zerbe)
- 1963: Kölnischer Kunstverein (mit Hanna Cauer)
- 1965: Münchner Residenz, Spanisches Kulturinstitut
- 1987: Palais Preysing, München (Katalog: Wolfgang Hildesheimer/S. Hofer)

## Veröffentlichungen (Auswahl)
Buchillustrationen
- Heinz Berggruen: Angekreidet. Ein Zeitbuch. Rowohlt, Stuttgart & Hamburg 1947.
- Hermann Bagusche: Aufs Korn genommen. Braun & Schneider, München 1949.
- Carlo Goldoni: Pinocchio. Wiking, Berlin 1950 (52 Illustrationen).
- Chris Stadtlaender: Virtuosen unserer Tage. Braun & Schneider, München 1959.
- Wilhelm Hauff: Der kleine Muck. Ellermann, München 1973 (26 Collagen).

Sonstige
- Die Isar. Bildband. Prestel, München 1961 (Begleittext von Johann Lachner).
- (Mitwirkung): Jo von Kalckreuth. Gemälde, Zeichnungen; 1957–1963. Ausstellungskatalog. Kölnischer Kunstverein, Köln 1963 (2. August – 1. September 1963).